# شبكة أخبار نيبون
شبكة أخبار نيبون (NNN) Nippon News Network  هي شبكة تلفزيون إخبارية في اليابان. الشبكة يمتلكها تلفزيون نيبون، والتي بنفسها تتحكم بواسطة شركة النشر جريدة يوميوري. NNN تبث على مدار 24 ساعة نشرات الأخبار، NTV News24، وتبث برامجها على محطة NTV.

## وصلات خارجية
- الموقع الرسمي (باليابانية)